# مارتین زونار
مارتین زونار (چکی: Martin Zounar؛ زادهٔ ۲۶ مهٔ ۱۹۶۷) بازیگر اهل جمهوری چک است. وی از سال ۱۹۸۴ میلادی تاکنون مشغول فعالیت بوده‌است.
از فیلم‌ها یا برنامه‌های تلویزیونی که وی در آن نقش داشته‌است، می‌توان به بندر، فرشته تبهکار، ساختمان پزشکان در باغ رز و پیوندهای خانوادگی اشاره کرد.